# Philip Stenmalm
Philip Stenmalm, född 3 mars 1992 i Växjö, är en svensk handbollsspelare (vänsternia/försvarsspecialist), som spelar för Ystads IF.

## Klubbkarriär
Philip Stenmalm började spela handboll i Växjö HF. Efter junioråren anslöt han till HK Drott där han 2013 blev svensk mästare. 2014 blev Stenmalm utlandsproffs i spanska Naturehouse La Rioja under två säsonger. 2016-2018 spelade han för KIF Kolding i Danmark. 2018-2019 var han i Frankrike och han avslutade utlandsåren i SPR Wisla Plock 2019-2021. Han anslöt i Sverige till Ystad IF där han 2022 blev svensk mästare  för andra gången. Tre år i rad, 2021/2022, 2022/2023 och 2023/2024 har han blivit uttagen i All-Star Team som Handbollsligans bästa försvarare.

## Landslagskarriär
I ungdomslandslagen var Stenmalm framgångsrik. Vid U19-VM 2011 var han med när Sveriges U19-landslag tog brons. Vid U20-EM 2012 var han med då U21-landslaget kom på fjärde plats och vid U21-VM 2013 var han högst delaktig då Sverige tog guld. Stenmalm utsågs till VM-turneringens mest värdefulla spelare (MVP).
Han debuterade i A-landslaget den 10 januari 2013 mot Tjeckien. Som senior har han representerat Sveriges landslag bland annat vid OS 2016 i Rio de Janeiro, då Sverige slutade på elfte plats. Hans senaste landskamp spelade han den 11 juni 2017 mot Island. Han har spelat 45 landskamper. 

## Privat
Hans yngre bror, Elliot Stenmalm, är också en handbollsspelare.